# Coracias
Coracias Linnaeus, 1758 è un genere di uccelli della famiglia Coraciidae, che comprende 9 specie diffuse nel vecchio mondo, di abitudini arboricole, caratterizzate dal becco uncinato e e dalle dita anteriori libere.

## Etimologia
Il nome scientifico del genere deriva dal greco κορακίας = corvo.

## Descrizione
Somigliano ai corvi in taglia e struttura, e condividono l'aspetto colorito dei martin pescatori e dei gruccioni, con predominanza di livree blu, rosate e cannella. Le due dita interne sono fuse tra loro, mentre l'ultimo rimane libero.

## Biologia
Sono principalmente artropofagi, e si tuffano sulle prede a terra dai rami degli alberi su cui erano aggrappate, come i Laniidi.
Sono uccelli abituati ai climi caldi del vecchio mondo. Sono monogami e costruiscono il nido in buchi nei tronchi degli alberi o nelle intercapedini dei muri, e depongono tra le due e le quattro uova ai tropici, e da tre a sei a più alte latitudini. Le uova, bianche, si schiudono dopo 17-20 giorni, e i pulcini rimangono nel nido per circa 30 giorni.

## Tassonomia
Il genere Coracias comprende le seguenti specie:
- Coracias garrulus Linnaeus, 1758 - ghiandaia marina eurasiatica
- Coracias abyssinicus Hermann, 1783 - ghiandaia marina abissina
- Coracias caudatus Linnaeus, 1766 - ghiandaia marina pettolilla
- Coracias spatulatus Trimen, 1880
- Coracias naevius Daudin, 1800
- Coracias benghalensis (Linnaeus, 1758) - ghiandaia marina indiana
- Coracias temminckii (Vieillot, 1819)
- Coracias cyanogaster Cuvier, 1816
- Coracias affinis Horsfield, 1840 - ghiandaia marina indocinese